# Holma gård

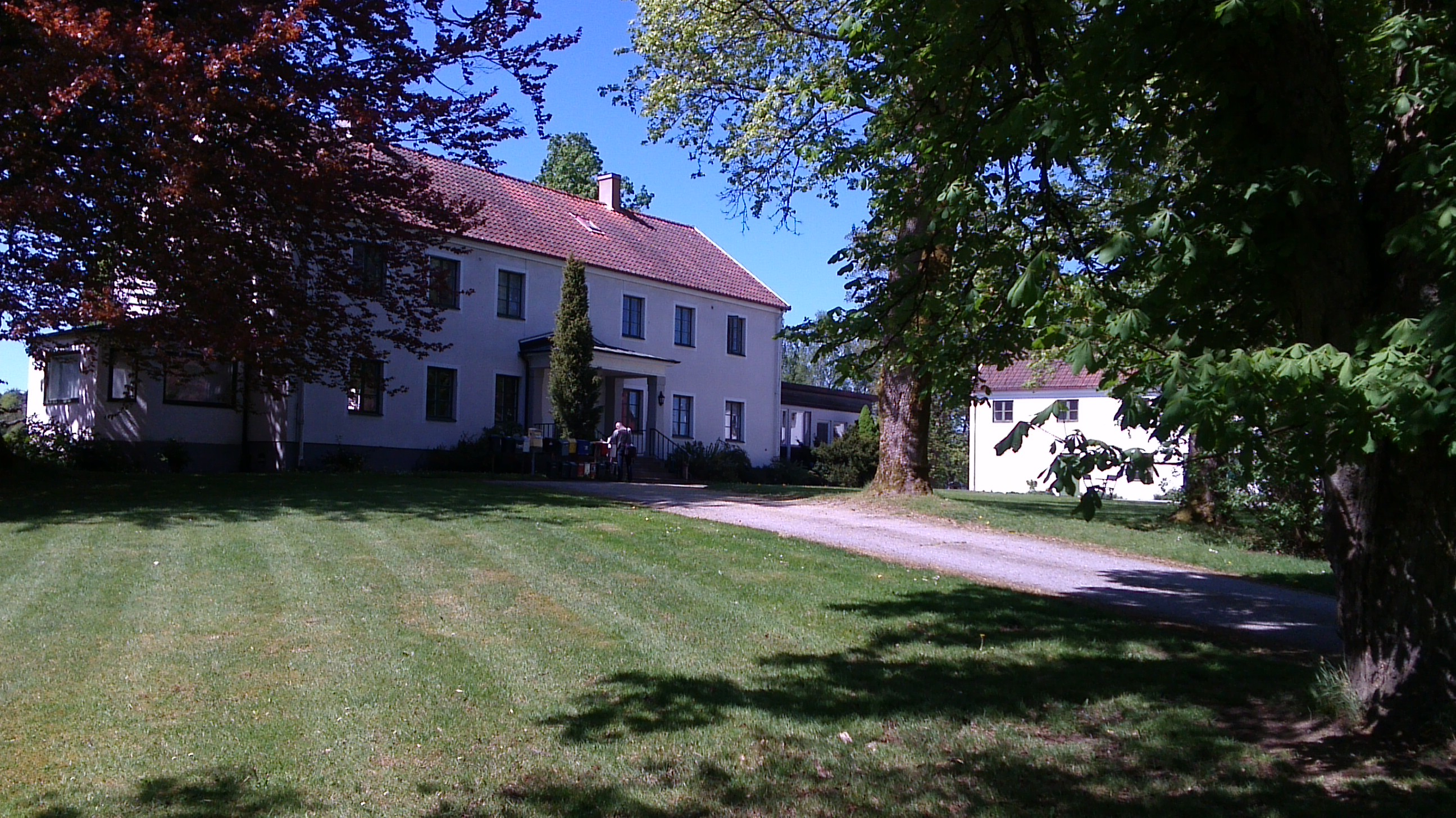
Huvudbyggnaden

Holma gård ligger strax norr om Höör i Skåne och består av 72 hektar åker, äng och skog. Centralt på fastigheten finns 22 byggnader.
Holma gård var tidigare känt under namnet Holma säteri, med anor tillbaka till 1400-talet. Under åren 1931-1997 bedrevs på gården vård av drogmissbrukare under namnet Holmahemmet. Gården inköptes 1998 av agronom Gunnar Videgård som donerade den till en nybildad stiftelse. Idag förvaltas den av Stiftelsen Holma med inriktning mot ekologiskt jordbruk och trädgård, verksamheten innefattar även forskning och utbildning. På gården drivs en speciell utbildning i permakultur och skogsträdgård.
I Höörs kommun finns ytterligare en Holma gård, som är belägen norr om Norra Rörums by.